# Adelyne Cross-Eriksson
Adelyne Louise Cross-Eriksson, född 16 januari 1905 i Kingston, Wisconsin, död 1979, var en amerikansk-svensk målare, tecknare och grafiker.
Hon var dotter till bonden Henry Schaefer och Emma Tessman samt gift första gången 1929–1946 med James Cross och andra gången från 1947 med Per Eriksson.
Cross-Eriksson studerade konst vid olika konstskolor i USA och under studieresor till bland annat Mexico, Bulgarien och Frankrike. Hon ställde ut separat på ett flertal platser i USA och medverkade i ett flertal samlingsutställningar i Chicago. Hon var lärare vid Institute of design i Chicago och California Labor School i San Francisco samt New Bauhaus i Chicago. När hon flyttade till Sverige tog hon med sig pedagogiken och formläran från New Bauhaus som var en vidareutveckling av den tyska Bauhausrörelsens idéer. Dessa använde hon som plattform som lärare i kortare kurser inom Levande Verkstad vid Stockholms universitet och Svenska Slöjdföreningen.
Hennes konst består av porträtt, landskap och genrebilder i olika tekniker. Cross-Eriksson är representerad vid flera amerikanska museer.